# Jun Tatara
Jun Tatara (多々良純, Tatara Jun), de son vrai nom Shigeji Tatarai (田足井 重二, Tatarai Shigeji), est un acteur japonais, né à Ishinomaki le 4 août 1917 et mort à Tokyo le 30 septembre 2006.

## Biographie
Jun Tatara a tourné dans plus de 115 films entre 1952 et 2003.

## Filmographie partielle
- 1952 : Pas de consultations aujourd'hui (本日休診, Honjitsu kyūshin?) de Minoru Shibuya : le vétéran de guerre
- 1952 : Les Enfants d'Hiroshima (原爆の子, Genbaku no ko?) de Kaneto Shindō
- 1952 : Ceux d'aujourd'hui (現代人, Gendaijin?) de Minoru Shibuya
- 1954 : Les Sept Samouraïs (七人の侍, Shichinin no samurai?) d'Akira Kurosawa
- 1954 : Une auberge à Osaka (大阪の宿, Osaka no yado?) de Heinosuke Gosho : M. Noro
- 1955 : Journal d'un policier (警察日記, Keisatsu nikki?) de Seiji Hisamatsu
- 1956 : La Rue de la honte (赤線 地帯, Akasen chitai?) de Kenji Mizoguchi
- 1956 : Je t'achèterai (あなた買います, Anata kaimasu?) de Masaki Kobayashi
- 1956 : Récit du tumulte d'un typhon (台風騒動記, Taifu sodoki?) de Satsuo Yamamoto
- 1956 : Tsuruhachi Tsurujirō (鶴八鶴次郎?) de Tatsuo Ōsone
- 1957 : Pays de neige (雪国, Yukiguni?) de Shirō Toyoda
- 1957 : Le Corbeau jaune (黄色いからす, Kiiroi karasu?) de Heinosuke Gosho
- 1958 : L'Homme au pousse-pousse (無法松の一生, Muhomatsu no issho?) de Hiroshi Inagaki
- 1958 : Le  Guet-apens (張込み, Harikomi?) de Yoshitarō Nomura
- 1959 : La Condition de l'homme (人間の条件, Ningen no jōken?) de Masaki Kobayashi
- 1962 : Chronique de mon vagabondage (放浪記, Hōrōki?) de Mikio Naruse

## Récompenses et distinctions
- 1957 : prix Blue Ribbon du meilleur acteur dans un second rôle pour ses performances dans Tsuruhachi Tsurujirō, Je t'achèterai et Récit du tumulte d'un typhon[2]